# Rhene-Diemeltalbahn

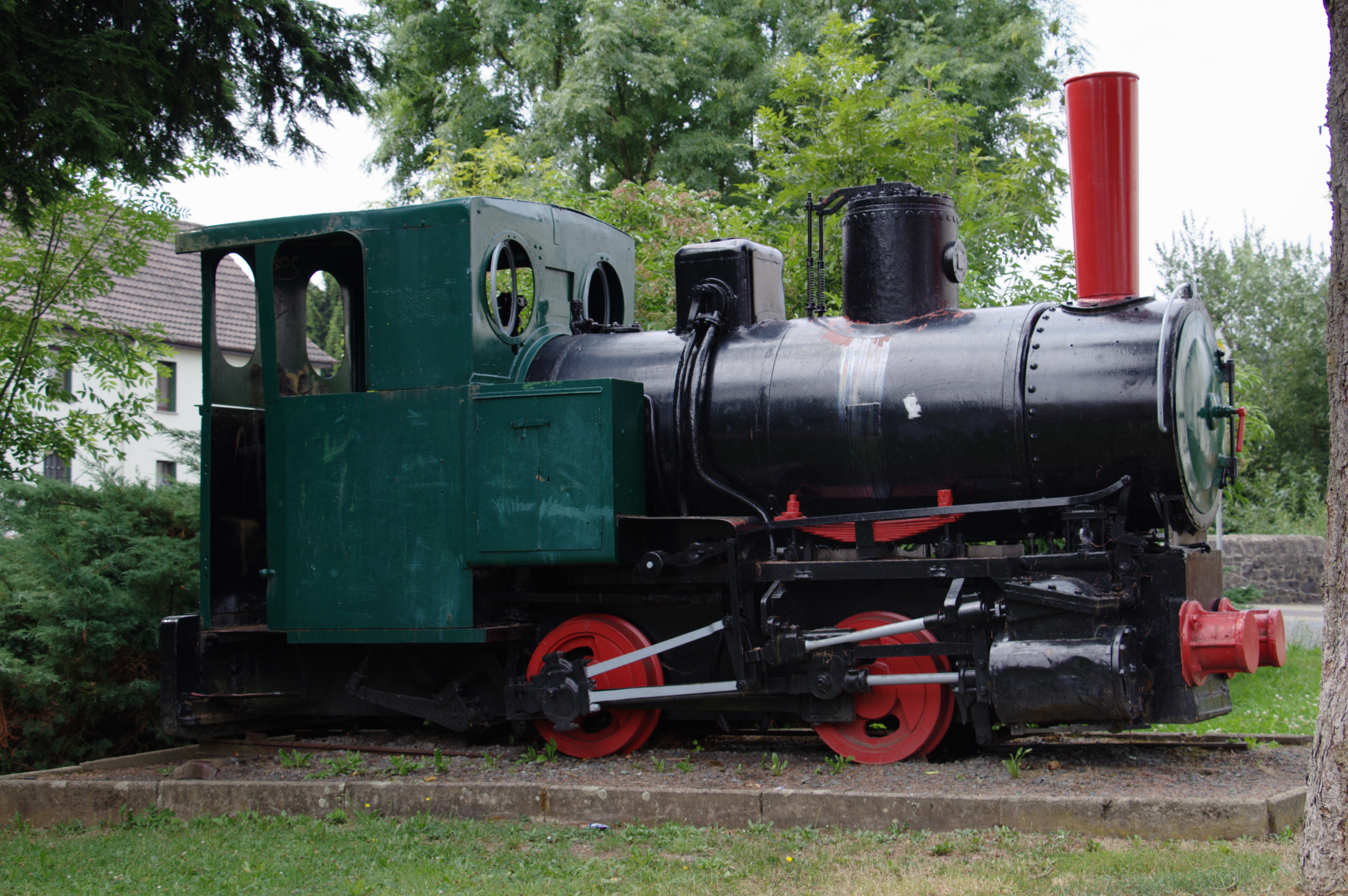
Lokomotive der Bauart Krauss B n2t, wie sie nach Archivbildern um 1900 im Einsatz war.

Die Rhene-Diemeltal-Eisenbahn (auch Rhene-Diemelthalbahn) führte vom Martenberg bei Adorf im Landkreis Waldeck-Frankenberg nach Bredelar in Nordrhein-Westfalen zur Oberen Ruhrtalbahn.

## Geschichte
Sie wurde 1873 bis 1875 als meterspurige Eisenbahn gebaut, um die Erze der Eisenerzgruben im Diemeltal und Rhenetal abzutransportieren. Treibende Kraft dieser Privatbahn war der Unternehmer G. Weyland aus Siegen mit der Aplerbecker Hütte und der Union Aktien-Gesellschaft für Bergbau aus Dortmund. Ab dem 1. März 1874 wurde die Strecke als Gruben- und Betriebsbahn bis „Eckefeld“ genutzt. Die Teilstrecke von „Eckefeld“ bis „Martenberg“ kam 1875 hinzu. Am 16. August 1882 erhielten die Aktiengesellschaften als Betreiber die Konzession für Güter- und Wagenladungen im öffentlichen Verkehr. Ab dem 15. September 1885 wurde versuchsweise mit Stückgutverkehr begonnen. Angeschlossen waren die Station der Gruben „Martenberg“ (geschlossen 1917), „Eckefeld“ (geschlossen 1904), „Christiane“ (geschlossen 1883) im Rhenetal und „Reinhard“ (geschlossen 1887) im Diemeltal. Die Station am Martenberg war neben dem Eisenerz auch wichtiger Umschlagplatz für Frachtgüter und Kohle. Die Streckenlänge zwischen Martenberg und dem Bahnhof in Bredelar wurde mit knapp 11 Kilometern angegeben, wovon eine kleinere Teilstrecke im Fürstentum Waldeck und der größere Streckenabschnitt im Königreich Preußen lag. Die Bahnstrecke wurde 1923 stillgelegt und nachfolgend demontiert.

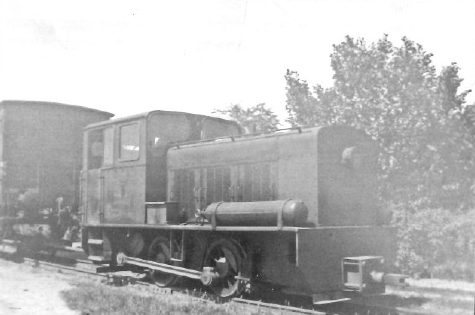
Lokomotive der Deutz-A6M-Reihe, wie sie in ähnlicher Version auf der Strecke zwischen Bredelar und Martenberg eingesetzt wurde.

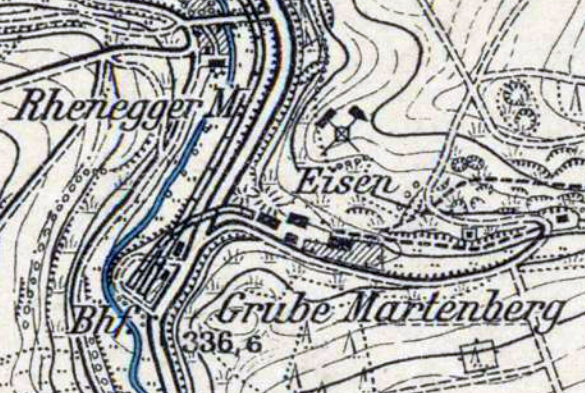
Lage der Station Martenberg nach einem Kartenausschnitt um 1900

## Mannesmann-Grubenbahn
Im April 1936 wurde die Strecke neu beantragt. Ab 1939 wurde auf der alten Trasse eine 900-mm-Gruben- und Verbindungsbahn der Mannesmann AG angelegt, die bis 1963 betrieben wurde. Anfangs wurde die Strecke noch mit Dampflokomotiven betrieben, zu denen nach einiger Zeit zwei Orenstein-&-Koppel-Diesellokomotiven hinzu kamen. Abgelöst wurden sie 1950 und 1953 durch zwei neuere Deutz-Herkules-Lokomotiven vom Typ A6M-220 (Fabriknummer 21.442) und Typ A6M-420 (Fabriknummer 36.872). Diese Loks blieben bis in die 1960er-Jahre in Betrieb und zogen jeweils 2 bis 3 Erzzüge pro Tag nach Bredelar. Die Muldenkippwagen (30 Stück vorhanden, Zuglänge bis 15 Wagen) wurden von den Dieselloks der Deutz AG mit jeweils 165 PS gezogen. Die ehemalige Schachtanlage “Am Martenberg” ist seit 1986 als das Besucherbergwerk Grube Christiane bekannt. In Bredelar war eine Verladerampe vorhanden, von der das Erz auf normalspurige Waggons umgeladen wurde. Die Verladerampe und Bahnstrecke bis Martenberg sind heute komplett demontiert und das Gelände ist mit Bäumen und Büschen zugewachsen.

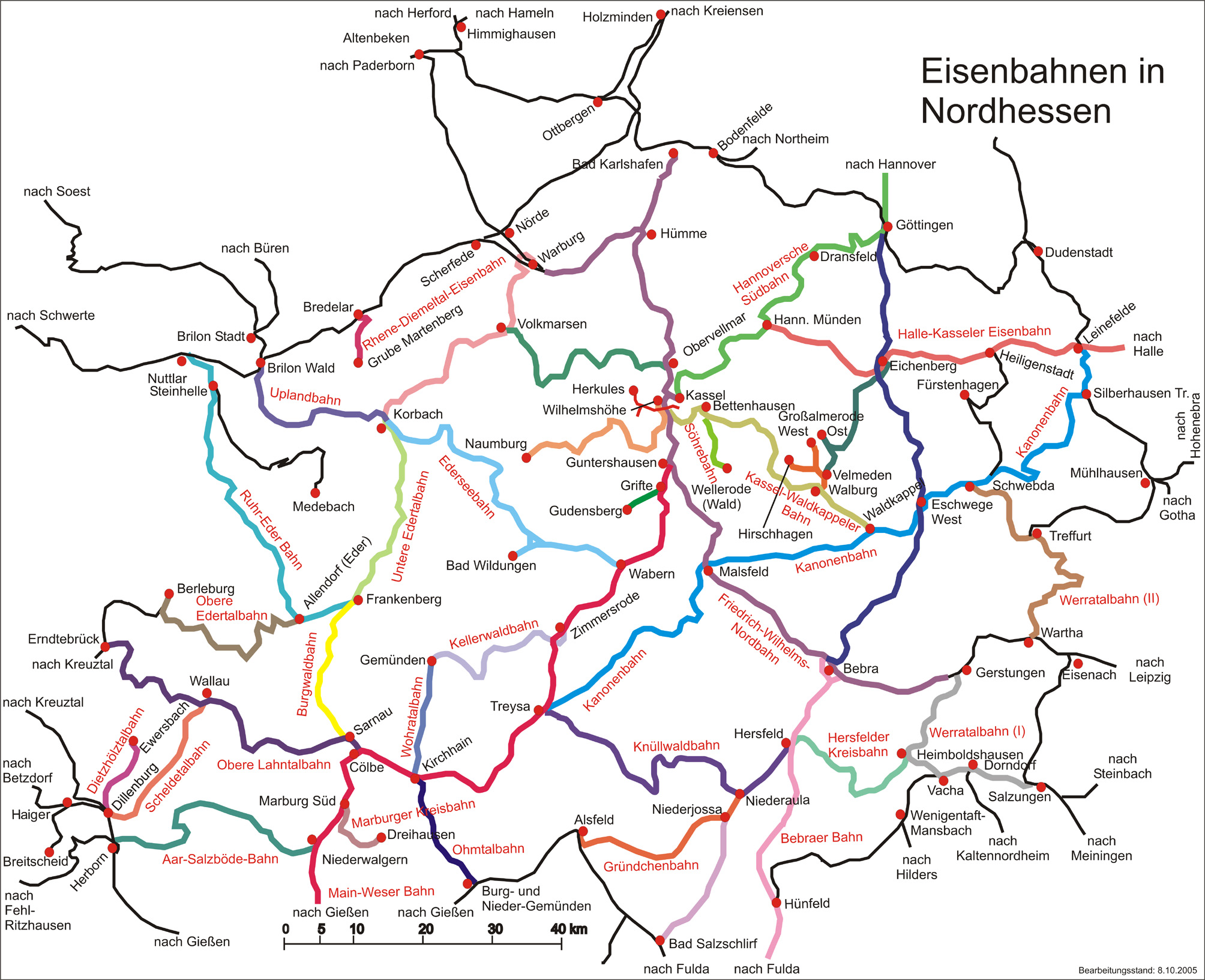
Lage der Rhene-Diemeltalbahn im Streckennetz von Nordhessen.
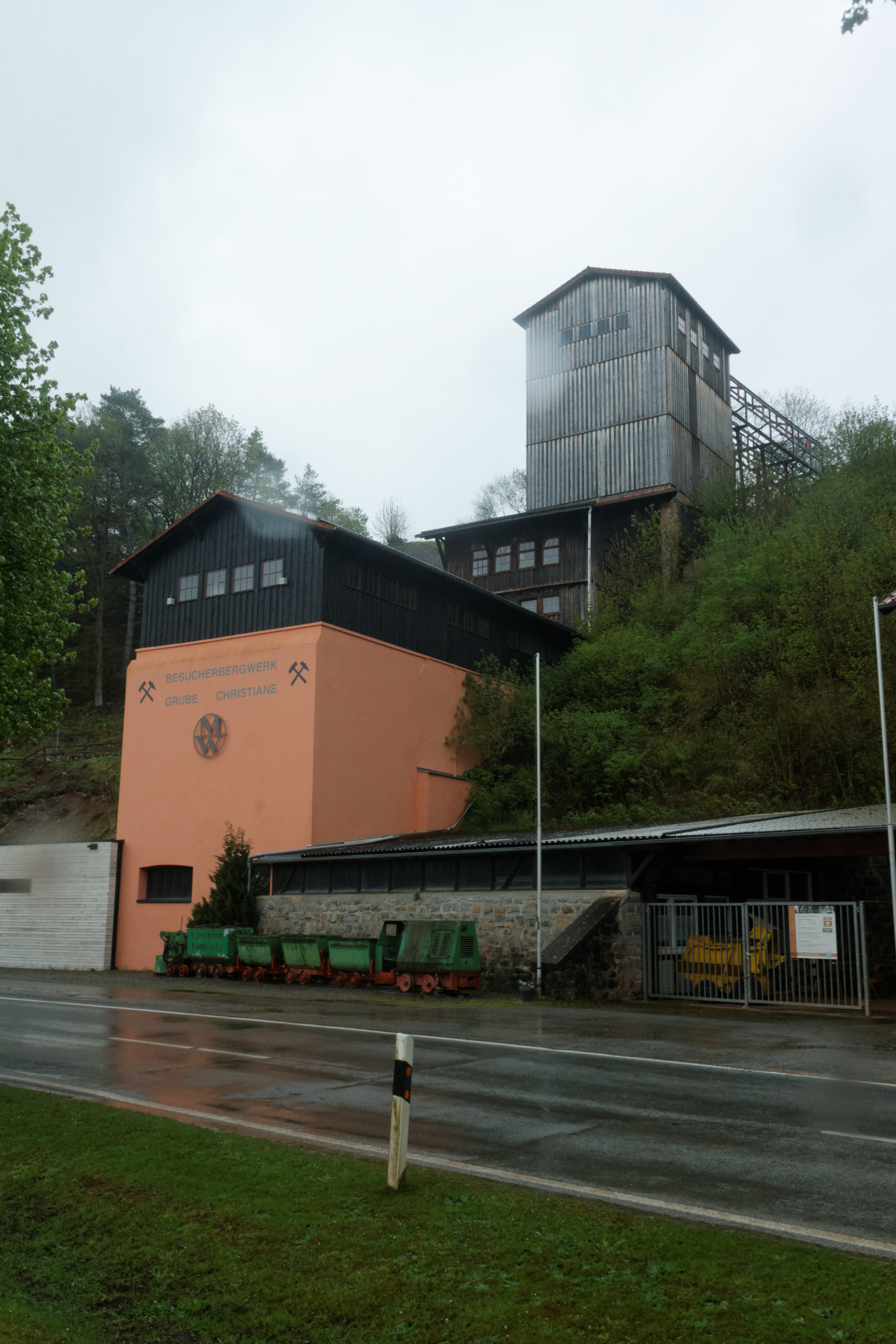
Grube Christiane am Martenberg, ehemalige End- und Verladestelle der Strecke.
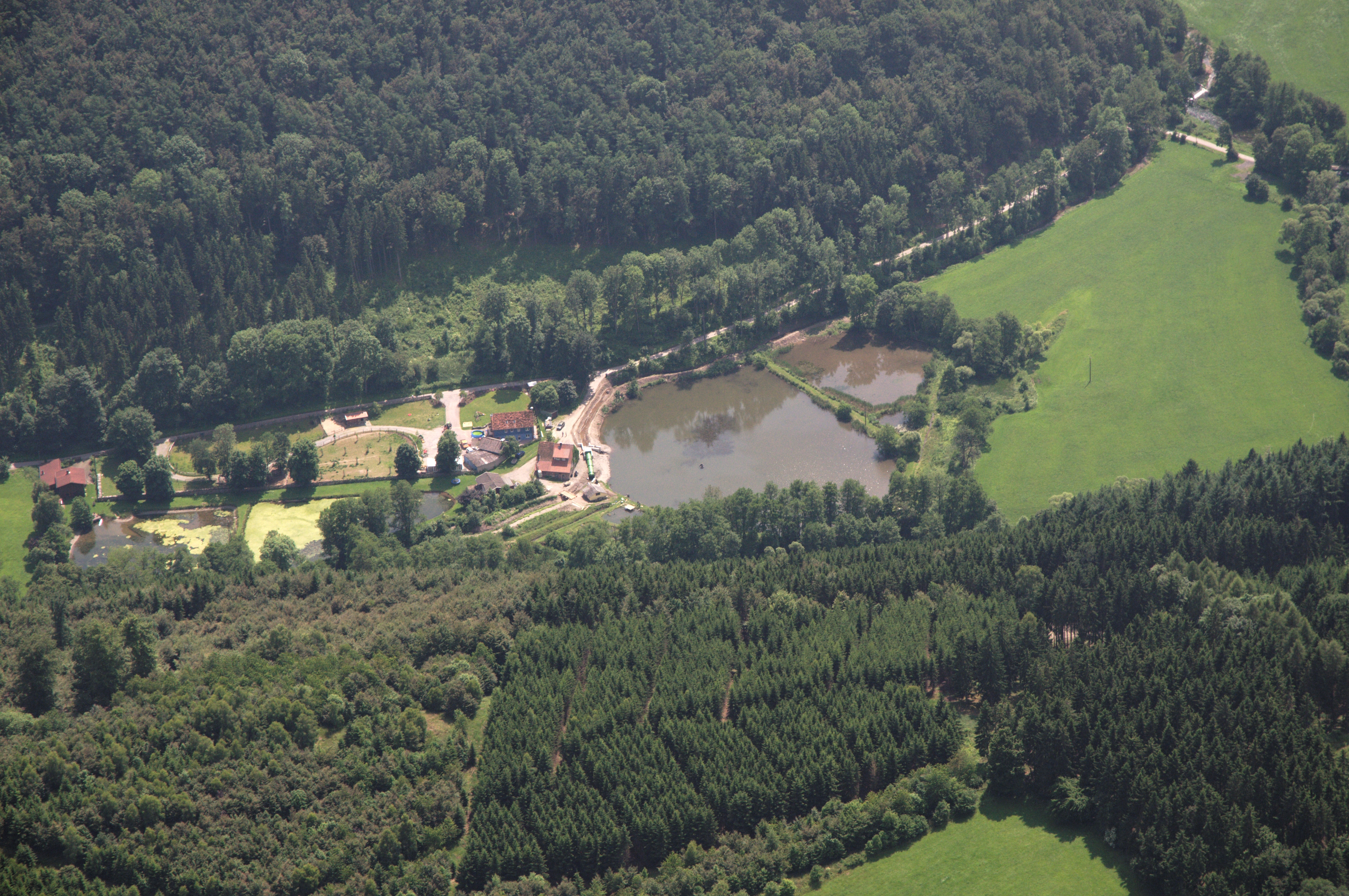
Die alte Bahntrasse am Waldrand parallel zur Straße bei der Niedermühle unterhalb von Padberg.